# Atratothemis
Atratothemis is een geslacht van libellen (Odonata) uit de familie van de korenbouten (Libellulidae).

## Soorten
Atratothemis omvat 1 soort:
- Atratothemis reelsi Wilson, 2005